# Porsche Tennis Grand Prix 2025 - Qualificazioni singolare
Le qualificazioni del singolare del Porsche Tennis Grand Prix 2025 sono un torneo di tennis preliminare per accedere alla fase finale della manifestazione disputate il 12 e 13 aprile 2025. Le vincitrici dell'ultimo turno sono entrati di diritto nel tabellone principale. In caso di ritiro di una o più giocatrici aventi diritto a questi sono subentrati i Lucky loser, ossia i giocatori che hanno perso nell'ultimo turno ma che avevano una classifica più alta rispetto agli altri partecipanti che avevano comunque perso nel turno finale.

## Teste di serie
1. Dajana Jastrems'ka (qualificata)
2. Veronika Kudermetova (qualificata)
3. Ėrika Andreeva (ultimo turno, lucky loser)
4. Julija Starodubceva (primo turno)

1. Aljaksandra Sasnovič (qualificata)
2. Ella Seidel (ultimo turno, lucky loser)
3. Anastasija Zacharova (ritirata)
4. Sara Errani (ultimo turno, lucky loser)

## Qualificate
1. Dajana Jastrems'ka
2. Veronika Kudermetova

1. Aljaksandra Sasnovič
2. Jana Fett

### Lucky loser
1. Ella Seidel
2. Ėrika Andreeva

1. Sara Errani

## Tabellone

### Legenda
| - Q = Qualificato - WC = Wild card - LL = Lucky loser | - ALT = Alternate - SE = Special Exempt - PR = Protected Ranking | - w/o = Walkover - r = Ritirato - d = Squalificato |

### Sezione 1
|  | Primo turno | Primo turno        | Primo turno        | Primo turno | Primo turno |  |  | Ultimo turno | Ultimo turno       | Ultimo turno       | Ultimo turno | Ultimo turno |  |
|  |             |                    |                    |             |             |  |  |              |                    |                    |              |              |  |
|  | 1           | Dajana Jastrems'ka | Dajana Jastrems'ka | 6           | 6           |  |  |              |                    |                    |              |              |  |
|  | PR          | Ana Konjuh         | Ana Konjuh         | 1           | 4           |  |  | 1            | Dajana Jastrems'ka | Dajana Jastrems'ka | 6            | 6            |  |
|  | PR          | Yanina Wickmayer   | Yanina Wickmayer   | 1           | 4           |  |  | 6            | Ella Seidel        | Ella Seidel        | 3            | 4            |  |
|  | 6           | Ella Seidel        | Ella Seidel        | 6           | 6           |  |  |              |                    |                    |              |              |  |

### Sezione 2
|  | Primo turno | Primo turno            | Primo turno            | Primo turno | Primo turno |  |  | Ultimo turno | Ultimo turno         | Ultimo turno         | Ultimo turno | Ultimo turno |  |
|  |             |                        |                        |             |             |  |  |              |                      |                      |              |              |  |
|  | 2           | Veronika Kudermetova   | Veronika Kudermetova   | 6           | 6           |  |  |              |                      |                      |              |              |  |
|  |             | Kathinka von Deichmann | Kathinka von Deichmann | 3           | 2           |  |  | 2            | Veronika Kudermetova | Veronika Kudermetova | 6            | 6            |  |
|  | WC          | Nastasja Schunk        | 6                      | 4           | 3           |  |  | 8            | Sara Errani          | Sara Errani          | 1            | 2            |  |
|  | 8           | Sara Errani            | 2                      | 6           | 6           |  |  |              |                      |                      |              |              |  |

### Sezione 3
|  | Primo turno | Primo turno          | Primo turno          | Primo turno | Primo turno |  |  | Ultimo turno | Ultimo turno         | Ultimo turno         | Ultimo turno | Ultimo turno |  |
|  |             |                      |                      |             |             |  |  |              |                      |                      |              |              |  |
|  | 3           | Ėrika Andreeva       | Ėrika Andreeva       | 6           | 6           |  |  |              |                      |                      |              |              |  |
|  | WC          | Mariella Thamm       | Mariella Thamm       | 3           | 4           |  |  | 3            | Ėrika Andreeva       | Ėrika Andreeva       | 1            | 4            |  |
|  |             | Louisa Chirico       | Louisa Chirico       | 0           | 4           |  |  | 5            | Aljaksandra Sasnovič | Aljaksandra Sasnovič | 6            | 6            |  |
|  | 5           | Aljaksandra Sasnovič | Aljaksandra Sasnovič | 6           | 6           |  |  |              |                      |                      |              |              |  |

### Sezione 4
|  | Primo turno | Primo turno         | Primo turno         | Primo turno | Primo turno |  |  | Ultimo turno | Ultimo turno    | Ultimo turno | Ultimo turno | Ultimo turno |  |
|  |             |                     |                     |             |             |  |  |              |                 |              |              |              |  |
|  | 4           | Julija Starodubceva | Julija Starodubceva | 64          | 3           |  |  |              |                 |              |              |              |  |
|  |             | Jana Fett           | Jana Fett           | 7           | 6           |  |  |              | Jana Fett       | 65           | 7            | 7            |  |
|  |             | Rebeka Masarova     | Rebeka Masarova     | 6           | 6           |  |  |              | Rebeka Masarova | 7            | 64           | 65           |  |
|  | Alt         | Zhang Shuai         | Zhang Shuai         | 2           | 1           |  |  |              |                 |              |              |              |  |